# Dzienniki Łodzi do 1939 roku
Dzienniki Łodzi do 1939 roku – zestawienie dzienników ukazujących się w Łodzi w kolejności chronologicznej swojego wydawania.
W Łodzi na przestrzeni lat ukazywało się wiele dzienników. Języki, w jakich były wydawane, odzwierciedlają wielokulturowość miasta przed wybuchem II wojny światowej.
| Tytuł                                           | wydawany od roku | zakończenie | język gazety       |
| ----------------------------------------------- | ---------------- | ----------- | ------------------ |
| Łódzkie Ogłoszenia - Łodźer Anzeiger            | 1863             | 1864        | niemiecki i polski |
| Lodzer Zeitung                                  | 1865             | 1915        | niemiecki          |
| Gazeta Łódzka                                   | 1881             | 1881        | polski             |
|                                                 | 1912             | 1913        |                    |
|                                                 | 1915             | 1918        |                    |
|                                                 | 1932             | 1933        |                    |
| Lodzer Tageblatt                                | 1881             | 1905        | niemiecki          |
| Dziennik Łódzki                                 | 1884             | 1892        | polski             |
|                                                 | 1919             | 1919        |                    |
|                                                 | 1931             | 1932        |                    |
| Łódzka Gazeta Ogłoszeń                          | 1892             | 1892        | polski             |
| Lodzinskij Listok                               | 1894             | 1914        | rosyjski           |
| Rozwój                                          | 1897             | 1914        | polski             |
|                                                 | 1918             | 1931        |                    |
| Goniec Łódzki                                   | 1898             | 1906        | polski             |
| Lodzinskij Listok Objawlenij                    | 1900             | 1902        | rosyjski           |
| Handels und Industrieblatt. Neue Lodzer Zeitung | 1902             | 1910        | niemiecki          |
| Kurier Łódzki                                   | 1906             | 1911        | polski             |
|                                                 | 1920             | 1939        |                    |
| Łodzier Nachrichtn                              | 1907             | 1907        | niemiecki          |
| Łodzier Togblat                                 | 1908             | 1915        | jidysz             |
|                                                 | 1917             | 1939        |                    |
| Lodzinskaja Mysl                                | 1910             | 1910        | rosyjski           |
| Neue Lodzer Zeitung                             | 1910             | 1939        | niemiecki          |
| Prąd                                            | 1910             | 1915        | polski             |
|                                                 | 1931             | 1931        |                    |
| Nowy Dziennik Łódzki                            | 1911             | 1911        | polski             |
| Lodzinskaja Źizn                                | 1911             | 1912        | rosyjski           |
| Lodzer Rundschau                                | 1911             | 1913        | niemiecki          |
| Nowy Kurier Łódzki                              | 1911             | 1918        | polski             |
| Morgnbłat                                       | 1912             | 1912        | jidysz             |
| Nowa Gazeta Łódzka                              | 1911             | 1918        | polski             |
| Lodzer Montagsblatt                             | 1914             | 1914        | niemiecki          |
| Łodzier Morgnbłat                               | 1914             | 1914        | jidysz             |
| Najes Łodzier Morgnbłat                         | 1914             | 1914        | jidysz             |
| Nowa Gazeta Łódzka                              | 1914             | 1915        | polski             |
|                                                 | 1923             | 1923        |                    |
| Die Kaiser Zeitung                              | 1915             | 1915        | niemiecki          |
| Łodzier Fołksbłat                               | 1915             | 1917        | jidysz             |
| Deutsche Lodzer Zeitung                         | 1915             | 1918        | niemiecki          |
| Godzina Polski                                  | 1915             | 1918        | polski             |
| Fołksbłat                                       | 1917             | 1920        | jidysz             |
| Straż Polska                                    | 1915             | 1918        | polski             |
| Lodzer Volkszeitung                             | 1918             | 1918        | niemiecki          |
|                                                 | 1923             | 1935        |                    |
| Głos Polski                                     | 1918             | 1919        | polski             |
| Lodzer Freie Presse                             | 1918             | 1923        | niemiecki          |
| Łodzier Togbłat                                 | 1918             | 1936        | jidysz             |
| Świt                                            | 1919             | 1919        | polski             |
| Kurier Łódzki Ilustrowany                       | 1919             | 1919        | polski             |
| Kurier Wieczorny                                | 1919             | 1919        | polski             |
|                                                 | 1921             | 1925        |                    |
| Łodzier Ekstrabłat                              | 1919             | 1919        | jidysz             |
| Lodzer Nachrichten                              | 1919             | 1919        | niemiecki          |
| Łodzier Fołksztyme                              | 1920             | 1920        | jidysz             |
| Dziennik Robotniczy                             | 1920             | 1921        | polski             |
| Praca                                           | 1920             | 1932        | polski             |
| Kurier Łódzki                                   | 1920             | 1939        | polski             |
| Nowiny Łódzkie                                  | 1921             | 1921        | polski             |
| Najer Fołksbłat                                 | 1921             | 1939        | jidysz             |
| Kurier Poranny                                  | 1923             | 1923        | polski             |
| Goniec Wieczorny                                | 1923             | 1923        | polski             |
| Gazeta Wieczorna                                | 1923             | 1923        | polski             |
| Republika                                       | 1923             | 1925        | polski             |
| Lodzer Volkszeitung                             | 1923             | 1935        | niemiecki          |
| Express Ilustrowany                             | 1923             | 1939        | polski             |
| Express Wieczorny Ilustrowany                   | 1923             | 1939        | polski             |
| Freie Presse                                    | 1923             | 1939        | niemiecki          |
| Nowiny                                          | 1924             | 1925        | polski             |
| Łódzki Kurier Czerwony                          | 1925             | 1925        | polski             |
| Łódzkie Echo Wieczorne                          | 1925             | 1928        | polski             |
| Ilustrowana Republika                           | 1925             | 1939        | polski             |
| Gazeta Dziesięć Groszy                          | 1926             | 1926        | polski             |
| Lodzer Neueste Nachrichten                      | 1926             | 1926        | niemiecki          |
| Goniec Wieczorny Ilustrowany                    | 1926             | 1926        | polski             |
| Wiadomości Codzienne                            | 1926             | 1926        | polski             |
| Unzer Togbłat                                   | 1926             | 1926        | jidysz             |
| Głos Codzienny Łódzki                           | 1926             | 1927        | polski             |
| Głos Prawdy Łódzki                              | 1926             | 1929        | polski             |
| Lodzer Herold                                   | 1926             | 1933        | niemiecki          |
| Hasło Łódzkie                                   | 1927             | 1931        | polski             |
| Fołkscajtung                                    | 1927             | 1938        | jidysz             |
| Ilustrowana Prasa Wieczorna                     | 1928             | 1929        | polski             |
| Echo                                            | 1925             | 1939        | polski             |
| Extra Telegram                                  | 1929             | 1929        | polski             |
| Głos Poranny dziennik dla wszystkich            | 1929             | 1929        | polski             |
| Jidysze Togbłat                                 | 1929             | 1937        | jidysz             |
| Głos Poranny                                    | 1929             | 1939        | polski             |
| Finf Groszen-błat                               | 1930             | 1930        | ?                  |
| Di Naje Cajt                                    | 1931             | 1931        | jidysz             |
| Łodzier Cajtung                                 | 1931             | 1931        | jidysz             |
| Echo Polskie                                    | 1931             | 1939        | polski             |
| Gazeta Pięć Groszy                              | 1931             | 1939        | polski             |
| Łodzier Ekstrabłat                              | 1932             | 1932        | jidysz             |
| Ilustrowany Dziennik Łódzki                     | 1932             | 1932        | polski             |
| Gazeta Fabryczna                                | 1935             | 1935        | polski             |
| Volkszeitung                                    | 1935             | 1939        | niemiecki          |
| Łodzier Arbajter Cajtung                        | 1936             | 1936        | jidysz             |
| Łodzianin                                       | 1936             | 1939        | polski             |
| 7 Groszy                                        | 1938             | 1938        | polski             |
| Fołks Sztyme                                    | 1939             | 1939        | jidysz             |